# 삼국 동맹 전쟁
삼국 동맹 전쟁스페인어: Guerra de la Triple Alianza 브라질 포르투갈어: Guerra do Paraguai 또는 파라과이 전쟁은 1864년에서 1870년까지 남아메리카에서 브라질, 아르헨티나, 우루과이의 삼국 동맹과 파라과이 간에 발생한 전쟁이다. 아메리카 대륙 역사상 가장 참혹한 전쟁 중의 하나로 알려져 있다.
전쟁이 일어난 원인에 대해서는 다양한 시각의 의견이 존재한다. 전통적인 관점은 파라과이의 대통령이었던 프란시스코 솔라노 로페스의 라플라타강 유역의 문제에 대한 과격한 정책 때문이었다는 것이다. 반대로, 파라과이의 전통적 관점과 1960년대 이후 아르헨티나의 역사수정주의자들의 관점은 대영 제국의 이해관계를 더 우세한 이유로 보고 있다. 전쟁은 1864년, 브라질과 파라과이의 전투로 시작되었으며, 1865년에는 우루과이와 아르헨티나가 브라질을 지원하면서 삼국 동맹 전쟁이라고 부르기 시작했다.
전쟁에서 패배한 파라과이는 괴멸적인 피해를 입어 전쟁전 53만 명의 인구가 약 22만 명으로 줄었으며, 특히 남성 인구는 90%가 사망해 단 2만 8천 명에 불과했다. 이 전쟁으로 파라과이는 멸망 일보 직전까지 몰렸다. 파라과이의 패전으로 이과수 폭포의 전 지역이 아르헨티나와 브라질 소유로 2등분됐다.

## 개요

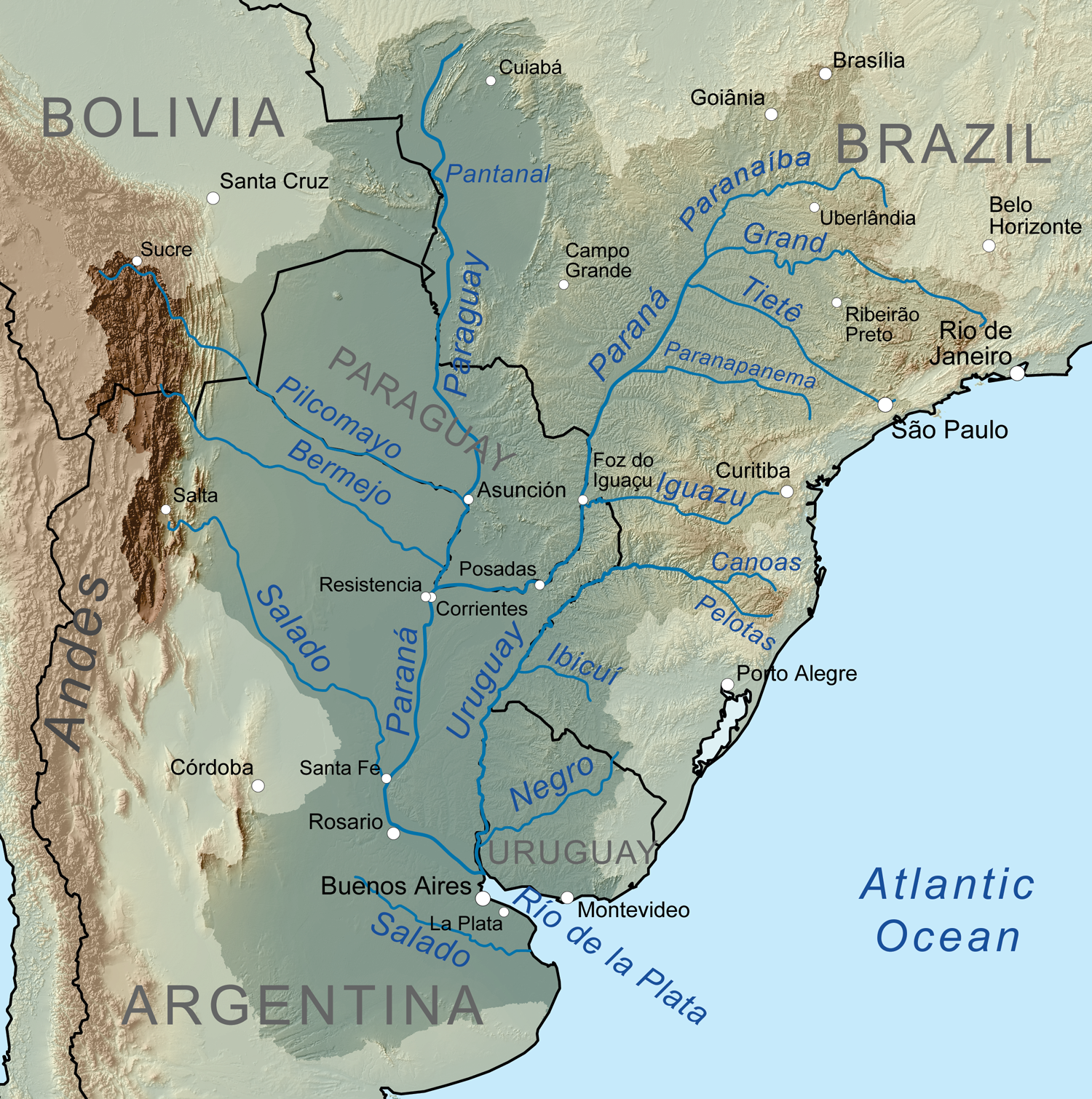
라플라타 강

전쟁은 라틴아메리카의 식민주의의 여파, 전략적 요충지였던 라플라타강 유역을 차지하기 위한 경쟁, 우루과이 내부 정세에 대한 브라질과 아르헨티나의 간섭, 이 지역에 대한 영국의 경제적 관심, 프란시스코 솔라노 로페스 파라과이 대통령의 영토 팽창에 대한 야망 등이 원인이 되어 일어났다. 파라과이는 영토 문제와 관세 문제로 인해 수년 동안 아르헨티나와 브라질과의 마찰이 잦았다.
전쟁의 결과는 파라과이의 완패였다. 삼국동맹이 재래적 전쟁에서 승리를 거둔 후, 전황은 장기적인 게릴라전스타일로 바뀌었고 파라과이의 군인들과 시민들은 엄청난 피해를 입었다. 게릴라전은 1870년 3월 1일, 로페스가 사살될때까지 계속되었다. 한 추정치는 파라과이의 전쟁 전 인구의 약 90%인 120만명이 사망했다고 추정한다. 50만정도의 인구였다가 30만정도가 사망했다고 주장하는 의견도 있다. 스티븐 핑커에 따르면, 파라과이 인구의 60%이상이 사망하면서 현대의 전쟁중 가장 참혹한 전쟁중 하나가 되었다고 한다.
파라과이가 전쟁의 혼란과 인구 불균형을 극복하는 데에는 수십년이 걸렸다. 남아메리카의 최초의 공화국 중 하나였던 파라과이는 1993년에서야 민주적인 대통령 선거가 처음으로 이루어졌다. 브라질은 전쟁이 노예제의 종결을 불러왔고, 부채가 급증하여 갚는데 10년이 걸렸으며, 국가 경제의 성장이 급감하였다. 전쟁이 아르헨티나가 민족 국가가 되는데 중요한 역할을 하였다고 주장하는 사람들도 있다. 전쟁 후 아르헨티나는 남미에서 브라질에 이어 두 번째로 부유한 국가가 되었다. 우루과이는 이 전쟁 후에 브라질과 아르헨티나의 내정 간섭이 사라졌다.

## 배경

### 전쟁 전 파라과이

영토 분쟁 지역 (1864년)

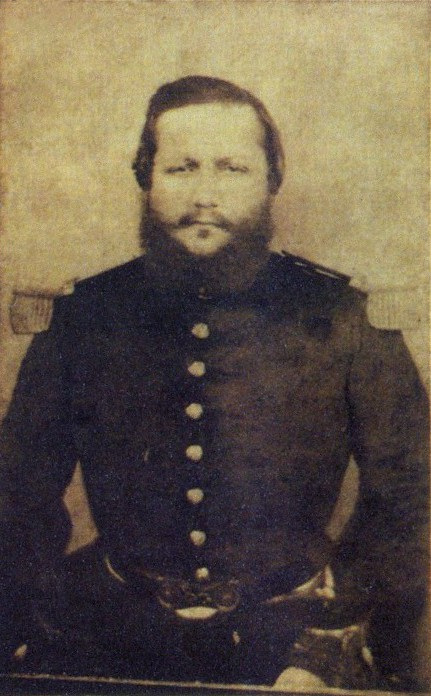
프란시스코 솔라노 로페스 파라과이의 대통령

역사가들은 호세 가스파르 로드리게스 데 프란시아 (1813-1840) 대통령과 카를로스 안토니오 로페스 (1841-1860) 대통령시절이 파라과이가 남미의 국가들 중에서 가장 발전한 국가였던 시절이었다고 여기고 있다. 두 대통령은 파라과이를 이웃나라들과 고립된 자급자족의 경제체제를 만드는데 목표를 두었다.
로페즈 일가의 정치체제는 시민사회의 발전의 여지가 없는 극도의 중앙집권체제를 만들려 했던 특징이 있었다. 개인권의 보장이 되지 않았으며, 로페즈 일가는 파라과이를 하나의 거대한 사유지처럼 다스렸다.
파라과이정부는 파라과이의 모든 수출품을 직접 관리했다. 마테나 값비싼 목공품등이 파라과이가 다른 국가들과 거래했던 주 수출품이었다. 파라과이는 강한 보호 무역정책을 펼쳤고, 외국으로부터의 대출을 금지했고, 높은 관세를 매김으로써 외국물품의 수입을 금지했다. 1862년, 아버지의 뒤를 이어 정권을 물려받은 프란시스코 솔라노 로페스는 아버지의 정책을 그대로 유지했다.
그러나 군대에 있어서는 아버지와 달랐는데, 그는 군대를 현대화했고, 군수산업을 확대하며 전쟁준비를 시작했다. 파라과이 정부는 200명 이상의 외국인 기술자들을 고용하여 전신선을 설치하고 철강, 직물, 종이, 잉크, 군함, 무기, 화약등의 산업을 팽창하기 위해 철도를 설치했다. 1850년 완성된 이비쿠이 생산공장에서 대포, 박격포, 그리고 많은 총알 등을 생산했다. 아순시온의 조선소에서는 군함이 생산되었다.
파라과이 산업과 군사력의 성장에는 세계시장과의 거래가 필수적이었으나, 파라과이는 지금도 그리고 그 당시에도 내륙국이었다.파라과이의 항구는 강에 있는 항구였으며, 아르헨티나와 우루과이의 영토였던 라플라타강의 하구를 통해 대서양으로 나가기 위해서는 파라과이강과 파라나강을 통해서 가야했다. 그는 대서양에 있는 항구를 얻을 생각을 품고 있었다. 그는 아마도 대서양과 파라과이를 잇는 브라질의 영토를 차지하려 했던 것으로 추정된다. 파라과이의 이런 팽창주의를 주목하는 관점과는 반대로, 1960년대와 1970년대의 많은 역사가들은 파라과이 전쟁이 남북 전쟁의 영향으로 새로운 면화 공급지가 필요했던 영국때문에 일어났다고 주장했다. 그러나 이러한 주장은 다른 여러 역사적 연구결과와 맞지 않는 것으로 밝혀졌고, 1990년대 이후의 많은 역사 저작물들에 의해 반박되었다.
그의 팽창주의적 목적을 실현하기 위해, 로페스는 대규모의 군대를 준비하기 시작했다. 그는 군수산업의 발전을 촉진했고, 많은 인원의 남성들을 군대에 동원했으며 (파라과이에 의무병 제도가 이미 존재했었다.), 강도높은 군사훈련을 시키고, 파라과이 강 어귀에 요새를 건설했다. 또한 강에서 사용할 무장한 배들을 만들었다.
외교관계에서 로페스는 우루과이의 블랑코당과 동맹을 맺기를 원했다. 우루과이의 콜로라도당은 브라질과 아르헨티나와 연합을 맺고 있었다.
1864년, 브라질이 우루과이의 내정과 권력다툼에 간섭하자 로페스 대통령은 힘의 균형에 붕괴를 우려했다. 결국, 이것을 계기로 로페스는 브라질에 선전 포고를 하게 되었다. 이때까지 아르헨티나는 중립을 지켰다. 그러나, 파라과이가 코리엔테스주에 침입하자 파라과이에 선전 포고를 했다. 이 사건은 파라과이의 군대가 아르헨티나의 영토를 지나갈 수 있게 해 달라는 로페스의 부탁을 미트레가 거절하면서 발생했다. 파라과이는 우루과이에 있는 브라질 군대와 싸우기 위해 군대를 이동시키고자 했었다.

### 라플라타 강 문제

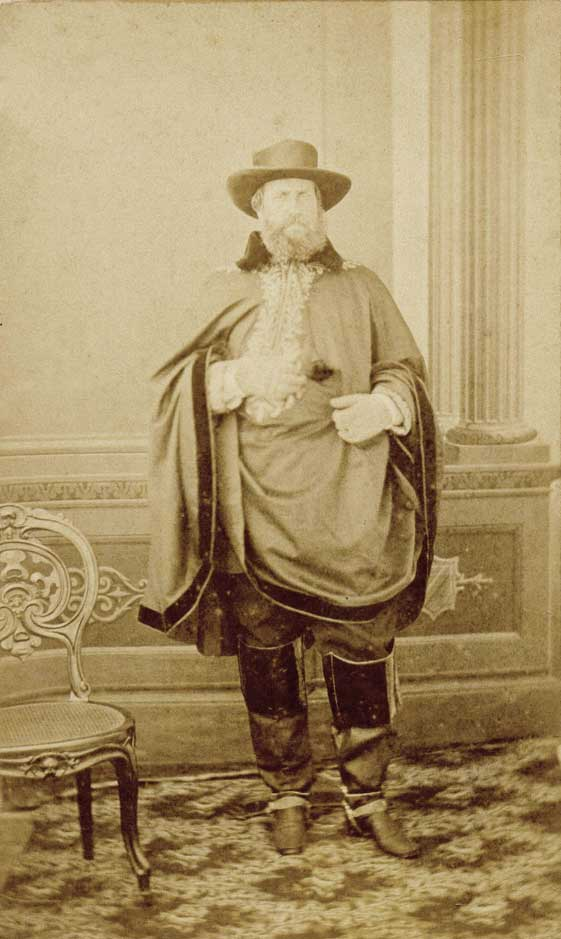
브라질 남부의 전통의상을 입고 있는 페드루 2세

브라질과 아르헨티나가 독립을 한 후, 두 국가는 라플라타 강 지역의 지배권을 두고 경쟁했다. 결국 두 나라는 전쟁을 하게 되었다.
포르투갈의 지배하에 있던 당시의 브라질은, 1811년 파라과이의 독립을 처음 승인한 나라가 되었다. 아르헨티나가 후안 마누엘 데 로사스(1829-1852)에 의해 통치되는 동안 아르헨티나는 브라질과 파라과이의 공통된 적이었고, 브라질은 파라과이의 요새와 군대의 발전을 도와주면서 아순시온에 임원들과 기술적 도움들을 제공했다. 마투그로수와 리오데자네이루를 잇는 도로가 없었기 때문에, 브라질의 배들은 쿠이아바에 가기 위해서는 파라과이의 영토였던 파라과이 강을 거슬러 올라갈 수 밖에 없었다. 그러나 파라과이 정부로부터 항해허가를 받는데 어려움을 겪기도 했다.
브라질은 우루과이의 내정에 3번의 정치,군사적 간섭을 했다. 1851년에 아르헨티나의 지지를 받은 우루과이의 대통령 마누엘 오리베에 맞서서 간섭을 했고, 1855년엔 브라질 제국에 의해 지지를 받고있던 콜로라도당의 지도자 카우딜로 프로레스의 요청을 받아 간섭을 했고, 1864년엔 우루과이의 대통령이었던 아타나시오 아기레에 대적해서 간섭을 했다. 이 마지막 간섭이 파라과이 전쟁의 신호탄이 되었다.

### 아기레에 대한 간섭
1864년 4월, 브라질은 국경에서 일어난 갈등으로 인해 발생한 우루과이 농부들에 의한 가우초들의 피해를 배상해 줄 것을 요구하는 외교사절단을 우루과이에 보냈다. 당시 우루과이의 대통령이었던 블랑코당의 아타나시오 아기레는 브라질의 요구를 받아들이지 않았다.
솔라노 로페스는 스스로 중재인을 자처하고 나섰으나, 브라질이 이를 거절했다. 1864년 8월 로페스는 브라질과의 외교관계를 끊었고, 브라질 군대가 우루과이를 점령하는 일은 라플라타 강 지역의 평형을 깨는 일이라고 선언했다.
10월 12일, 브라질이 우루과이를 공격했다. 콜로라도당의 카우딜로 프로레스는 브라질과 함께 싸워서 아기레를 대통령 자리에서 몰아냈다.

## 전쟁

### 전쟁의 시작
브라질이 공격해왔을 때 우루과이의 블랑코당은 솔라노 로페스에게 도움을 청했지만, 파라과이는 직접적으로 그들을 돕지는 않았다. 대신, 1864년 11월 12일, 파라과이의 선박이 마투그로수로 가기위해 파라과이 강을 항해하던 브라질 선박을 붙잡았다. 파라과이는 12월 13일, 브라질에 선전포고를 하고 3달후인 1865년 3월 18일 아르헨티나에 선전포고를 했다. 이미 카우딜로 프로레스가 정권을 잡은 우루과이 역시 브라질과 아르헨티나와 동맹을 맺고 파라과이에 맞섰다.
전쟁 초기에 삼국동맹의 군사력은 파라과이의 군사력에 미치지 못했는데, 수정주의자들에 따르면 그 당시 파라과이 군사력은 6만명 이상의 잘 훈련된 남성들과 약 3만 8천명의 상비군, 23대의 증기선등으로 이루어진 해군 함대 등으로 이루어져 있었다고 한다. 파라과이의 포병대는 약 400대 정도의 대포를 가지고 있었다. 그러나 최근의 연구는 다른 시각을 제시하고 있다. 비록 전쟁 초기에 파라과이의 군대가 7만에서 10만명 정도의 인원으로 구성되어 있긴 했지만 그들의 무장상태가 좋지 않았다는 것이다. 대부분의 보병대들이 재장전이 느리고 사정거리가 짧은 머스켓과 카빈소총으로 무장되어 있었다. 포병대 역시 같은 문제점을 가지고 있었다. 대부분의 고위직들이 훈련과 경험이 부족해서 명령체계가 제대로 잡혀있지 않았고, 모든 결정이 로페스에 의해 이루어졌다. 식량과 탄약, 무기가 부족했고 병참과 의무병등도 부족했다.
브라질과 아르헨티나, 우루과이의 군대는 파라과이의 군대에 비해 수적으로 부족했다. 아르헨티나는 대략 8,500명 정도의 상비군과 4대의 증기선과 1대의 갤리선으로 이루어진 해군소대를 보유했다. 우루과이의 군대는 2,000명 이하였고 해군은 없었다. 브라질의 16,000명의 군대중 대부분은 브라질 남부의 요새에 수비대로 주둔해있었다. 그렇지만 브라질의 장점은 강력한 해군력이었는데, 239대의 대포와 약 4,000명의 잘 훈련된 승무원들로 무장된 42대의 배를 보유하고 있었다.
그러나 브라질은 전쟁을 할 준비가 안 되어 있었다. 브라질의 군대는 조직화되어있지 않았다. 우루과이의 내정에 간섭할 때 사용되었던 군대는 그저 가우초 정치인들의 대표자들과 주 방위군들을 무장시켜놓은 것에 불과했다. 파라과이 전쟁에서 참가했던 브라질의 보병대는 전문적인 군인이 아니라 지원병이었다. 브라질의 군대는 주로 토지가 없는 사람들이나 흑인들, 하류계층 등에서 모집되었다. 기병대는 히우그란지두술주의 방위군들로 구성되었다. 1864년 말부터 1870년까지 18,000명의 주 방위군이 방어를 하기 위해 브라질 영토에 머물러 있던 동안 146,000명의 브라질인들이 전쟁에 나가 싸웠다. 146,000명의 군대는 : 1864년 우루과이에 머물러 있던 10,025명의 무장군인, 마투그로수주의 주둔군 2,047명, 브라질의 지원병 55,985명, 60,009명의 주 방위군, 전쟁에 내보내지기 위해 해방된 노예출신 8,570명, 그리고 9,177명의 해군으로 구성되어 있었다.

### 파라과이의 공세
전쟁의 초기에는 파라과이가 전쟁을 주도했다. 로페스의 군대는 1864년 12월 마투그로수주를 공격하고, 1865년 1월 히우그란지두술주를 공격했다.
둘로 나뉜 파라과이의 군대가 마투그로수를 일제히 공격했다. 파라과이 군대의 수적 우세에 의해 마투그로수 지역은 빠르게 함락당했다.
10대의 배에 5,000명의 군대가 타고 파라과이 강을 거슬러 올라가 코룸바의 요새를 공격했다. 155명의 수비대가 3일동안 맞서 싸웠다. 군수품이 다 떨어지고, 수비대는 결국 요새를 버리고 강을 거슬러 코룸바로 후퇴했다. 비어있는 요새를 점령한 후, 파라과이 군대는 코룸바를 점령하기 위해 1865년 1월 진격을 개시했다.
4천명으로 구성된 파라과이의 다른 부대는 마투그로수의 남쪽으로 침투해 들어갔고, 도라도스의 변경을 공격할 파견부대를 보냈다. 파견부대는 1864년 12월 29일, 17명의 수비대로부터 거센 저항을 받았으나 결국 승리를 거두었다. 그 후에도 계속 진격하여 그 근처의 지역들을 하나둘씩 점령해 나갔다.
파라과이군의 계속된 승리에도 불구하고, 마투그로수 주의 수도였던 쿠이아바까지 점령하지는 않았다. 파라과이군의 주 목적은 곧 남부의 라플라타 강 유역 근처에서 벌어질 전쟁을 위해 브라질 정부의 시선을 북쪽으로 돌리는 것이었다. 마투그로수 지역의 공격은 시선을 돌리기 위한 계책이었다.
코리엔테스 지방과 히우그란지두술 지방의 공격은 파라과이의 전쟁의 두 번째 시기였다. 우루과이의 블랑코당에 지원을 하기 위해서 파라과이 군대는 아르헨티나의 영토를 지나갈 필요가 있었다. 1865년 3월, 로페스는 아르헨티나 정부에 25,000명의 군대가 코리엔테스 지방을 지나갈 수 있도록 허가해 줄 것을 요청했다. 우루과이 간섭건에 있어서 브라질을 지원하고 있었던 아르헨티나 대통령 바르톨로메 미트레는 이 요청을 거절했다.
1865년 3월 18일, 파라과이는 아르헨티나에 선전포고를 했다. 파라과이의 함대는 파라나강을 통해 코리엔테스주의 항구로 가서 아르헨티나의 선박들을 포위했다. 뒤를 이어 군대가 도시를 점령했다.
코리엔테스 지역을 공격하면서 로페스는 미트레에 반대하는 입장을 가지고 있던 코리엔테스주와 엔트레리오스주의 주지사였던 후스토 데 우르키사의 지원을 얻고자 했다. 그러나 우르키사는 파라과이 군대에 대해 애매한 태도를 보였다. 파라과이군대는 남쪽으로 200km가량 더 진군했고 결국 공격은 실패로 끝나게 되었다..
한편, 아르헨티나공격과 동시에 10,000명가량의 다른 부대가 1865년 5월 아르헨티나의 남쪽 국경을 지나 브라질의 히우그란지두술 주로 향했다. 부대는 우루과이강을 따라 내려가 6월 12일, 상보르자를 점령했다. 8월 5일에는 특별한 저항없이 우루구아이아나를 점령했다. 브라질의 반격의 움직임은 아직 보이지 않았다.

### 브라질의 맞대응

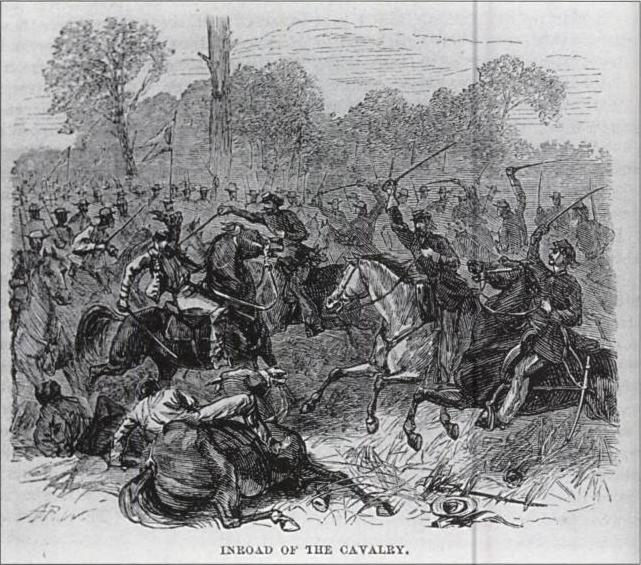
동맹군의 기병대(오른쪽)에게 공격받고 있는 파라과이의 기병대(왼쪽)

브라질은 침략해온 파라과이 군대와 맞서 싸우기 위해 마투그로수주로 원정대를 보냈다. 2,780명의 부대가 1865년 4월, 미나스제라이스주에서 출발해 그해 12월 2,000km이상의 힘든 행군을 거쳐 마투그로수두술주에 도착했다. 그러나 이미 파라과이 군대는 그곳을 떠난 뒤였다. 1866년 9월 브라질의 군대는 다른 도시에 도착했으나 그곳 역시 이미 파라과이 군대가 떠난 뒤였다. 1867년 1월, 이미 1,680명밖에 남지 않았던 부대는 파라과이의 영토로 쳐들어가기로 결정했다. 그러나 원정대는 파라과이 기병대에 의해 물러날 수 밖에 없었다.
원정대, 그리고 1867년 코룸바를 해방시킨 방위군들의 저항에도 불구하고, 마투그로수 지역은 여전히 파라과이의 지배하에 남아있었다.
라플라타 강 유역의 통신은 거의 강을 통해서 이루어졌는데, 그 근처에 길이 거의 없었기 때문이었다. 따라서 그 강을 점령하는 국가가 전쟁을 유리하게 이끌어 갈 수 있었고, 그래서 파라과이 군대는 파라과이 강 하류의 둑 근처에 요새를 지었다.
1865년 6월 11일, 리아추엘로 강에서 전투가 발생했다. 그 전투에서 브라질 함대가 강력한 파라과이의 함대를 무찌르며 승리를 거두었다. 이 리아추엘로 전투가 실질적으로 이 전쟁의 승패를 결정지었다고 볼 수 있는데, 이는 삼국동맹이 이 전투의 승리로 파라과이로 통하는 입구였던 라플라타 강 유역을 손에 넣었기 때문이었다.
로페스가 코리엔테스 지역을 점령하고 있던 군대에게 후퇴 명령을 내렸음에도 불구하고, 상보르자 지역을 점령한 군대는 계속해서 우루구아이아나 지역을 점령하면서 전진했다. 3,200명의 군대는 우루과이까지 진격했으나 결국 우루과이 강 근처에서 카우딜로 프로레스가 이끄는 우루과이 군대에 의해 패배하고 말았다.
동맹군은 엔트레리오스주의 컨커디어 지역에서 미트레의 지휘하에 집결했다. 집결한 군대의 일부는 우루구아이아나 지역의 증원을 위해 떠났다. 몇달 후 동맹군은 코리엔테스 지역에서 파라과이 군대를 완전히 몰아냈다. 1865년 말, 동맹군은 공격을 시작했다. 그들의 군사는 50,000명 이상이었고, 파라과이를 공격할 준비가 끝난 상태였다.
1866년 9월 12일, 로페스는 미트레와 회담을 가졌다. 로페스는 이미 전쟁의 패배를 직감하고 있었고, 동맹군과의 평화 조약에 서명을 할 예정이었다. 그러나 삼국동맹간에 맺었던 조약 내용이 문제가 되어 결국 평화조약은 맺어지지 못했다. 삼국동맹의 조약내용에는 정전이나 평화의 가능성을 없애고, 파라과이 현 정권의 몰락, 즉 로페스의 죽음만이 전쟁의 종료를 나타낸다는 내용이 있었다.

### 카시아스 공작의 지휘
1866년 10월 10일, 브라질군의 지휘권을 이어받은 카시아스 공작은 11월 파라과이에 도착했으나, 브라질군은 매우 지쳐있는 상태였다. 아르헨티나와 우루과이가 보낸 파견대는 전염병으로 인해 큰 피해를 입었고 결국 동맹군에서 철수했다. 미트레와 프로레스는 본국의 정치적 문제 때문에 각자 본국으로 돌아갔다. 미트레가 부재한 가운데 카시아스는 군대를 재정비했다.
1866년 11월부터 1867년 7월사이에, 카시아스는 병사들의 끝없는 부상과 콜레라의 확산을 막기위해 의무병 부대를 조직했고, 군대의 보급체계를 마련했다. 그 기간동안 브라질군대의 활동은 소규모 접전이나 쿠루파이티에 대한 폭격정도가 다였다. 로페스는 적의 무질서를 기회삼아 휴마이타 지역 요새의 군사력을 강화했다.
파라과이 요새의 왼쪽 날개 지역을 측면에서 공격하는 것이 카시아스의 전술의 핵심부였다. 카시아스는 파라과이의 요새를 우회해서 아순시온과 휴마이타 지역 사이의 연결을 끊고 결과적으로는 파라과이군을 둥글게 둘러싸길 원했고 이 목표를 달성하기 위해 진격했다. 그러나 1867년 8월 지휘권을 다시 잡은 미트레는 전에 쿠루파이티에서 처참한 결과를 가져왔었던 오른쪽 날개부분을 치는 전략을 다시 실행할 것을 주장했다. 그의 지휘하에 브라질 부대는 휴마이타로 가던 길을 멈추고 쿠루파이티쪽으로 나아갔다. 지휘층은 분열되어 미트레는 진격을 주장했고, 브라질 지휘관들은 휴마이타를 아순시온으로부터 고립시키는 것을 주장했다. 로페스는 이때를 기회삼아 투유티 지역에서 동맹군의 후위를 공격했으나 패배했다.
1868년 1월, 미트레가 다시 돌아가고 카시아스는 지휘권을 다시 얻어 쿠루파이티를 우회하고 휴마이타로 재진격했다. 오랜 포위끝에 7월 25일 휴마이타는 함락되었다.
아순시온으로 가던 중, 200km정도를 행군한 카시아스 공작은 피퀴씨리강에서 멈추었다. 그곳은 로페스가 약 18,000명의 군대를 이끌고 앙고스투라 지역에서 이타-이바테 지역까지의 전선을 지키고 있는 요새 지역이었다. 카시아스는 함대에게 앙고스투라의 공격을 명령한 후, 자신은 군대를 이끌고 강의 오른쪽 지역을 통해 강을 건너갔다. 그는 그란차코 지역의 습지에 길을 직접 만들면서 북동쪽으로 진격하도록 명령했다. 카시아스는 파라과이의 요새 지역을 우회해서 파라과이 군대의 뒤를 공격했다.
1868년 12월, 카시아스는 몇번의 전투에서 승리를 거두었고, 근처의 몇몇 도시를 손에 넣었다. 12월 24일, 카시아스를 비롯한 지휘관들은 로페스에게 항복할 것을 권유하는 문서를 보냈으나 로페스는 항복을 거부하고 세로 레온 지역으로 달아났다. 1869년 1월 1일, 3국동맹군은 아순시온을 점령했다.

## 전쟁의 끝

### 가스통 도를레앙

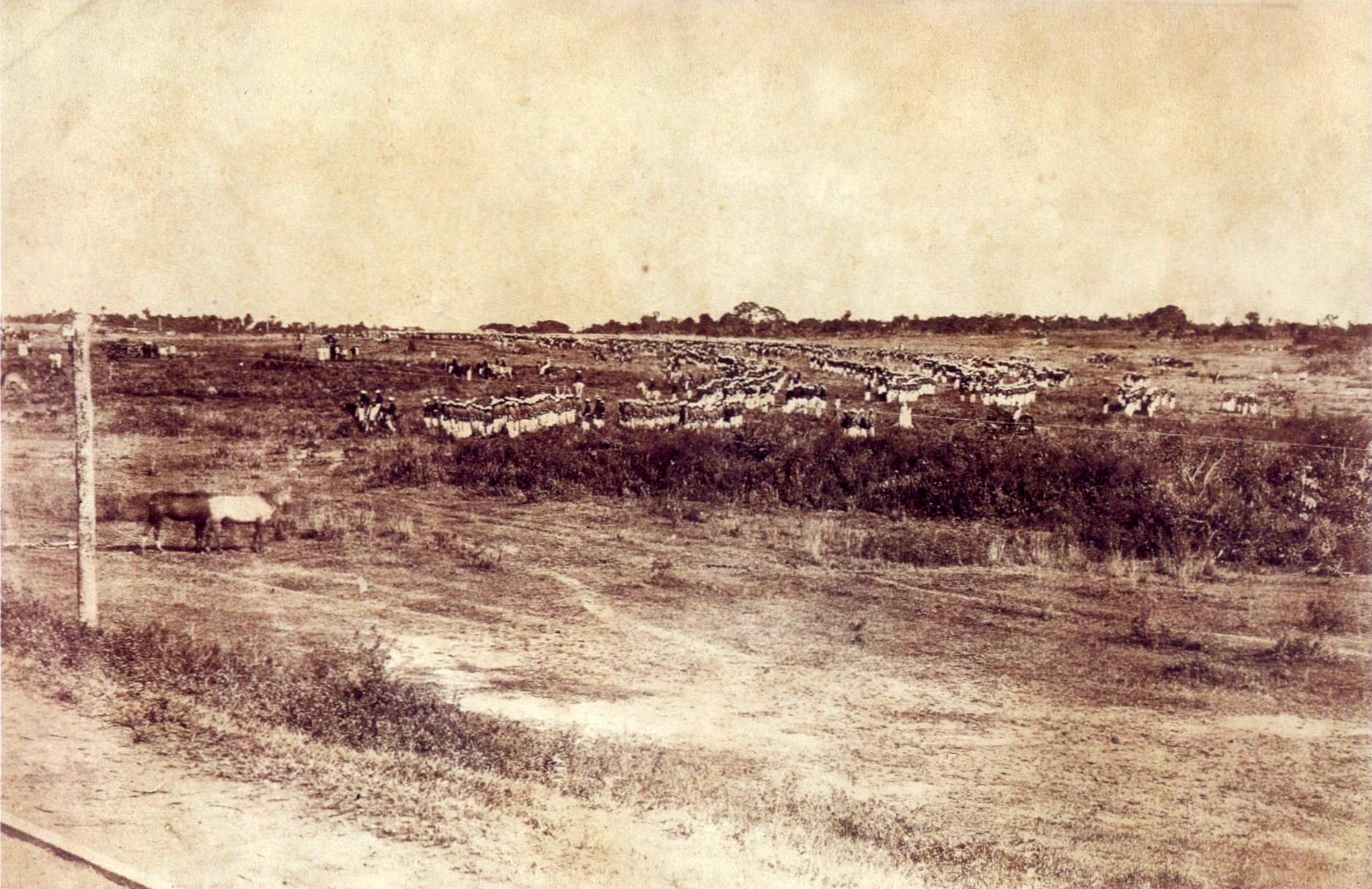
초원에서 브라질 군대를 살펴보고 있는 가스통 도를레앙

페드루 2세의 사위였던 가스통 도를레앙이 파라과이에서의 마지막 작전의 책임자로 임명되었다. 1869년 8월, 삼국동맹은 아순시온에 시릴로 안토니오 리바롤라를 대통령으로 한 임시정부를 세웠다. 로페스는 아순시온 북동쪽의 산맥에서 저항군을 조직했다. 가스통은 21,000명의 군대를 이끌고 산맥의 저항군을 상대로 1년이상 전투를 벌였다.

### 로페스의 죽음
가스통은 남쪽 지역의 숲으로 로페스를 잡기 위해 200명 가량의 파견대 2부대를 보냈다. 1870년 3월 1일, 파견된 부대가 세로 코라에 있는 파라과이의 마지막 캠프를 기습했다. 뒤이은 전투에서 로페스는 부상을 입었고, 군대에서 떨어져나왔다. 부상을 입어 걸을 수 없었던 로페스는 보좌관과 관료들의 부축을 받아 달아났다. 그러나 관료들은 로페스를 버리고 달아났고 로페스가 지원군을 기다리는 사이 삼국동맹의 카마라 장군이 몇명의 군사를 데리고 도착했다. 로페스에게 항복을 권하고 목숨을 보장해주겠다고 했으나, 로페스는 "조국과 같이 죽겠다!"고 외치며 거절하고, 검으로 카마라 장군을 공격하려 했다. 로페스는 카마라의 군사들에게 바로 사살되었으며, 이로써 길었던 전쟁은 끝났다.

## 사상자
전쟁 말기에 파라과이가 극심한 무기와 물자부족에 허덕일 당시, 로페스는 질서를 지키기 위해 부하들을 가혹하게 다스렸고, 항복에 관한 얘기를 하는 군사들과 관료들을 다 죽이도록 명령했다. 결국 파라과이 군인들은 최후까지 싸웠다. 파라과이는 대부분의 인구가 사망하는 등 엄청난 사상자를 냈다.
정확한 사상자 수는 아직도 논란이 되고 있다. 파라과이는 약 300,000명이 사망했다고 추정되는데, 대부분이 일반 시민이었다. 또한 확실한 증거는 없지만 남성의 90%정도가 사망했다고 여겨진다. 한 추정치에 따르면 전쟁전의 파라과이 인구는 525,000명이었다 (14개의 추정치가 적게는 300,000명, 많게는 1,337,000명까지 다양하게 추측하고 있다.). 1871년의 인구조사에서는 221,079명의 국민중, 106,254명이 여성이고, 86,079명이 성별에 대한 언급이 없는 어린이와 노인들, 그리고 28,746명이 남성이었다. 이 조사도 당시의 상황을 고려하면 정확하지는 않을것으로 보이는데, 많은 남성들과 소년들이 전쟁중에 숲이나 시골로 도망을 갔기 때문이다. 결국, 정확한 수치는 밝혀지지 않을것으로 추측된다.
1999년, 조지아대학교의 토마스 위햄박사가 한 연구가 좀 더 정확한 추정치를 밝혔다. 전쟁후인 1870년과 1871년에 행해진 인구조사를 기본으로, 위햄박사는 약 15만에서 16만명 가량의 파라과이인들이 살아남았고, 그 중 28,000명이 성인 남성이라고 주장했다. 이 비율은 여성과 남성이 약 4:1의 비율이며, 반면 전쟁의 피해를 가장 크게 입은 지역은 20:1정도였던 것으로 추정된다.
전쟁전의 인구에 대해서 위햄박사는 1846년 실행된 인구조사를 기초로 그 당시 평균적인 인구 상승률이었던 매년 1.7%에서 2.5%정도를 적용해서 전쟁 직전인 1864년엔 42만에서 45만명 정도의 인구가 살았다고 계산했다. 이 연구는 파라과이 인구의 60%에서 70%의 인구가 줄어든 것으로 추정하고 있다.
파라과이 전쟁중에 싸움에 동원되었던 약 123,000명의 브라질인들 중, 가장 정확한 추정치는 50,000명이 사망했다고 말하고 있다. 우루과이 군대는 약 5,600명이었고 (그들중 일부는 외국인이었다.), 약 3,100명이 사망했다. 아르헨티나는 30,000명의 군대중 약 18,000명을 잃었다.
그러나 사망자중 대부분은 전투로 인한 사망자가 아니었다. 부족한 음식과 안좋은 위생, 그리고 특히 콜레라는 많은 수의 사망자를 불러왔다. 브라질은 사망자의 3분의 2가량이 병원에서, 혹은 행군중에 사망했다. 전쟁초기에 브라질 군대는 따뜻한 기후의 북쪽에서 추운 남쪽 지역으로 왔기 때문에 급격한 기후변화를 겪었고, 음식도 제한된 상태여서 사망자가 많았다. 식수로 사용했던 강물은 때때로 위생에 치명적인 문제를 불러왔고, 아마도 사망자의 가장 큰 비율을 차지했을것이라 추정되는 콜레라를 불러왔다.

## 전쟁의 결과
로페스 이후의 파라과이 정권은 주로 부에노스아이레스에 망명을 가있던 망명자 집단이 세웠다. 그들은 로페스를 동맹군과 전쟁을 한 미친 독재자로 여겼다. 그들은 1869년 주로 브라질의 지원을 받아 임시정부를 세웠고, 1870년 파라과이의 독립보장과 자유로운 강 항해권이 포함되어 있는 평화조약에 승인했다. 같은 해에 헌법을 반포했으나, 외국의 자유민주주의를 기초로 만들었기 때문에 실제로 큰 효과는 없었다.

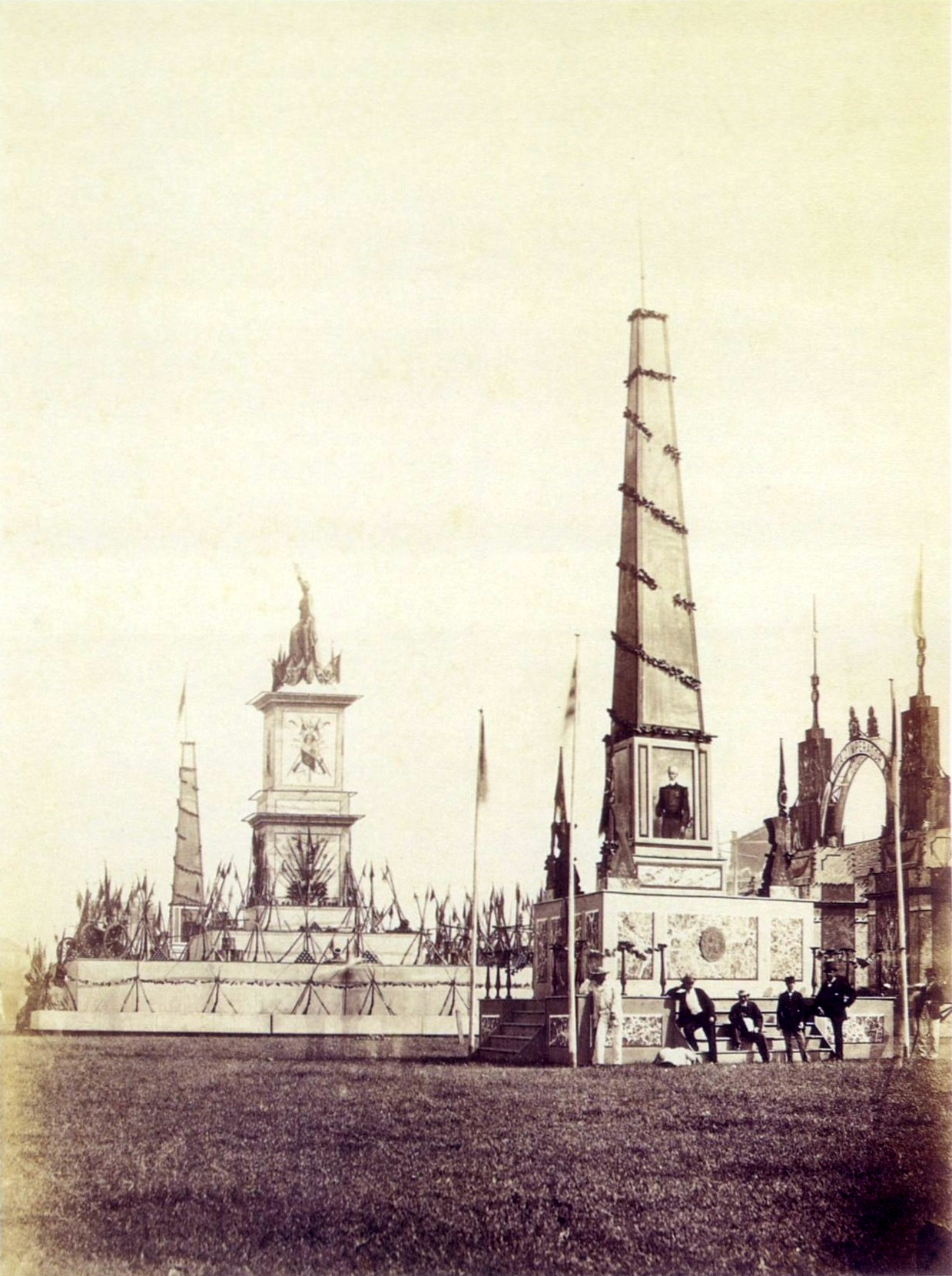
승전 축하 행사를 준비하는 브라질

한편, 파라과이영토를 점령하고 있었던 브라질 군대는 전쟁이 끝난 1870년부터 1876년까지인 6년동안 파라과이에 더 머물러 있다가 물러났다. 이 기간동안 그란차코 지역의 점령을 원했던 아르헨티나와 무장충돌의 가능성이 있었으나, 브라질 군대에 의해 저지되었다.
전쟁중에 파괴된 파라과이의 마을들은 버려졌고, 살아남은 농부들은 아순시온의 변두리로 이주해서 파라과이 중부를 자급농업지로 만들기 위해 노력했다. 다른 지역들은 외국인(주로 아르헨티나인)에게 매각되었고, 사유지가 되었다. 파라과이의 산업 시설들은 완전히 파괴되었다. 파라과이는 영국 상품을 구입하기 위한 시장이 열렸고, 영국 파운드로 약 100만 파운드의 빚을 졌다. 사실 이 전쟁으로 이득을 가장 많이 본 것은 영국이었는데, 브라질과 아르헨티나도 전쟁때문에 엄청난 양의 빚을 졌기 때문이었고, 그 빚은 현재까지도 계속 이어지고 있다. (브라질은 영국으로부터의 빚을 제툴리우 바르가스의 시대에 이르러서야 다 갚을 수 있었다.)
브라질은 승리를 위해 엄청난 대가를 치루었다. 브라질은 런던은행과 베어링스 은행, 그리고 로스차일드에게 빚을 졌다. 전쟁의 5년동안 브라질은 자체수입금의 2배 가량을 소모하면서 싸웠고, 재정적 위기가 왔다.
전쟁을 위해 노예들이 해방되었기 때문에, 브라질의 노예제도는 기반이 약화되었다. 브라질의 군대는 새롭게 조직화되었고, 국민생활에 큰 영향을 미치는 조직이 되었다. 브라질 군대는 전쟁을 통해 전통과 내부응집력을 지닌 강한 조직으로 탈바꿈했고, 후에 국가의 발전에 중요한 역할을 하게 되었다.
경제 불황과 군사력의 강화는 1889년 페드루 2세가 폐위되고 공화제정부가 들어서게 되는 데 지대한 역할을 하였다. 데오도루 다 폰세카장군이 브라질의 첫 번째 대통령이 되었다.
1975년 12월, 아순시온에서 브라질의 에르네스투 게이세우대통령과 파라과이의 알프레도 스트로에스네르대통령은 상호간의 우호조약에 서명했고, 브라질은 파라과이 전쟁에서 얻은 전리품들을 돌려주었으나, 아순시온 점령당시 찾아내서 리우 데 자네이루에 있는 국립 도서관으로 옮겨졌던 파라과이의 국가문서들은 돌려주지 않았다.

### 영토 변화와 조약

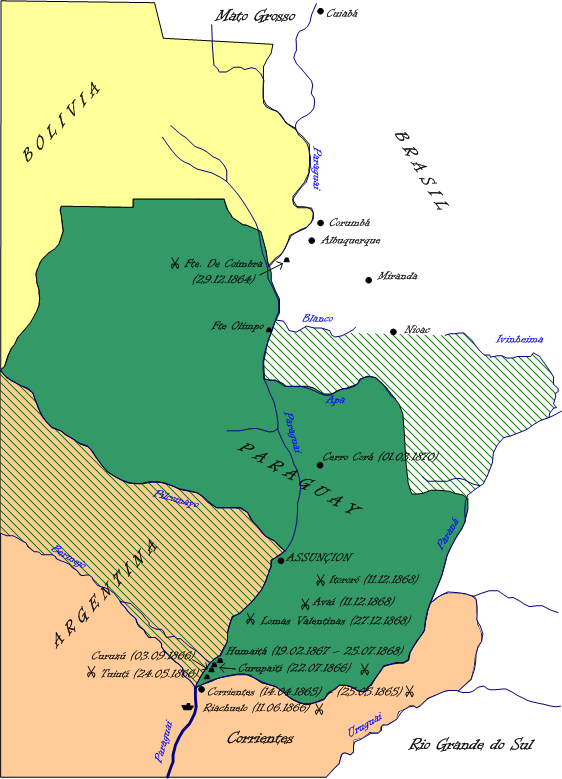
녹색 빗금이 쳐진 부분이 전쟁으로 아르헨티나와 브라질에게 빼앗긴 영토

1870년 파라과이의 패배 후, 아르헨티나는 삼국동맹조약의 조항중 하나였던 그란차코 지역의 대부분의 합병을 지키기를 강요했다. 아르헨티나 교섭자들은 파라과이의 영토를 둘로 나누어 각자 다스리자고 브라질에게 요청했다. 그러나 브라질은 이러한 요청에 두가지 이유로 반대했는데 : 첫 번째, 영국과의 좋은 무역관계를 유지하기 위해서였고 (영국은 자신들에게 막대한 빚을 진 국가가 사라지는 것을 원하지 않았다.) 두 번째, 브라질은 파라과이가 아르헨티나와 브라질 사이에서 완충국으로 계속해서 존재하기를 원했다.
결국 전쟁 후 아르헨티나는 파라과이와의 오랜 협상끝에 결국 1876년 2월 3일 조약을 맺었으나 원래 얻고자 했던 영토의 3분의 1정도밖에 얻어내지 못했다. 유일하게 합의점에 이르지 못했던 필코마요강인근 부분은 미국 대통령이었던 러더퍼드 B. 헤이스에 의해 중재되었다. 브라질은 1872년 1월 9일, 파라과이와 평화조약을 맺었고 파라과이 강을 자유롭게 항해할 수 있는 권리를 얻었다. 또한 전쟁전에 주장했던 영토를 그대로 얻었다. 그 조약은 또한 브라질 정부에 전쟁부채를 갚을 것을 규정하고 있었으나, 나중에 제툴리우 바르가스에 의해 1943년 우호의 표시로 취소되었다.
아르헨티나는 파라과이 영토의 일부를 합병하면서 라플라타 강 유역국가들중 가장 강한 국가중 하나가 되었다. 전쟁중에 엔트레리오스 지역과 코리엔테스 지역은 브라질 군대에게 가축과 식재료, 그리고 다른 물품들을 공급했다.
아르헨티나와 브라질은 총합하여 140,000km2정도의 파라과이 영토를 합병했는데, 아르헨티나는 미시오네스 지역의 대부분과 오늘날 포르모사주에 속해있는 베르메호 강과 필코마요강사이의 그란차코 지역의 일부를 얻었고, 브라질은 전쟁 전부터 논쟁이 있었던 지역이었던 곳의 영유권을 얻어 마투그로수주의 크기를 확대했다. 양측은 또 파라과이에 막대한 배상금을 요구했고 (지불되지는 않았다.) 1876년까지 파라과이를 점령했다. 한편 콜로라도당은 우루과이의 지배권을 얻었고, 1958년까지 유지했다.

### 마테 산업에 미친 영향
식민 시대 이래로, 마테나무는 파라과이의 중요한 환금 작물이었고 파라과이 전쟁 때까지 많은 수익을 만들어 냈다. 전쟁은 마테 농업의 급락을 야기시켰고, 전하는 바에 따르면 1865년부터 1867년 사이에 약 95% 정도가 하락했다. 이것은 군사들이 공복통을 없애고 불안을 완화시키기 위해 마테를 이용했기 때문에 파라과이에게는 매우 큰 손실이었다. 1870년 전쟁이 끝난뒤 파라과이는 경제적인 피해 뿐만 아니라 인구통계학적으로도 큰 피해를 입었다. 이로 인해 외국인 사업가들은 파라과이의 마테 산업의 지배권을 얻을 수 있는 기회를 얻었다. 게다가 아르헨티나와 브라질이 합병한 영토에는 마테가 풍부한 지역이 가득했기 때문에, 결국 19세기 말 브라질은 마테의 주요 생산 국가가 되었다.